# Pub
 Ovo je glavno značenje pojma Pub. Za album Đorđa Balaševića pogledajte Pub (album).
Pub, skraćeno od public house (gostionica ili krčma) je ugostiteljski objekt tipičan za Ujedinjeno Kraljevstvo, Irsku, Kanadu, Australiju, Novi Zeland i druge države na koje je utjecala britanska kultura. Pubovi su mjesta za konzumaciju široke lepeze alkoholnih pića, pa ćemo u većini naći više vrsta piva, wiskeya, rakija itd. Pubovi su također vrlo važna okupljališta, pogotovo u manjim mjestima gdje su središta društvenog života, na neki način slična crkvama. Pubovi se kulturološki razlikuju od barova, caffea i pivnica. Svaki pub ima svoje stalne goste koji svoj pub nazivaju lokalnim i obično je u blizini njihovog doma ili posla.